# Langy
Langy [lɑ̃ʒi] (okzitanisch Lanjac dau Chamin) ist eine französische Gemeinde mit 274 Einwohnern (Stand 1. Januar 2022) im Département Allier in der Region Auvergne-Rhône-Alpes (vor 2016 Auvergne). Sie gehört zum Arrondissement Vichy und zum Kanton Saint-Pourçain-sur-Sioule.

## Geografie
Langy liegt etwa 18 Kilometer nordnordöstlich von Vichy. Umgeben wird Langy von den Nachbargemeinden Rongères im Norden, Boucé im Nordosten, Saint-Gérand-le-Puy im Osten und Südosten, Sanssat im Süden sowie Créchy im Westen.
Durch die Gemeinde führt die Route nationale 7.

## Bevölkerungsentwicklung

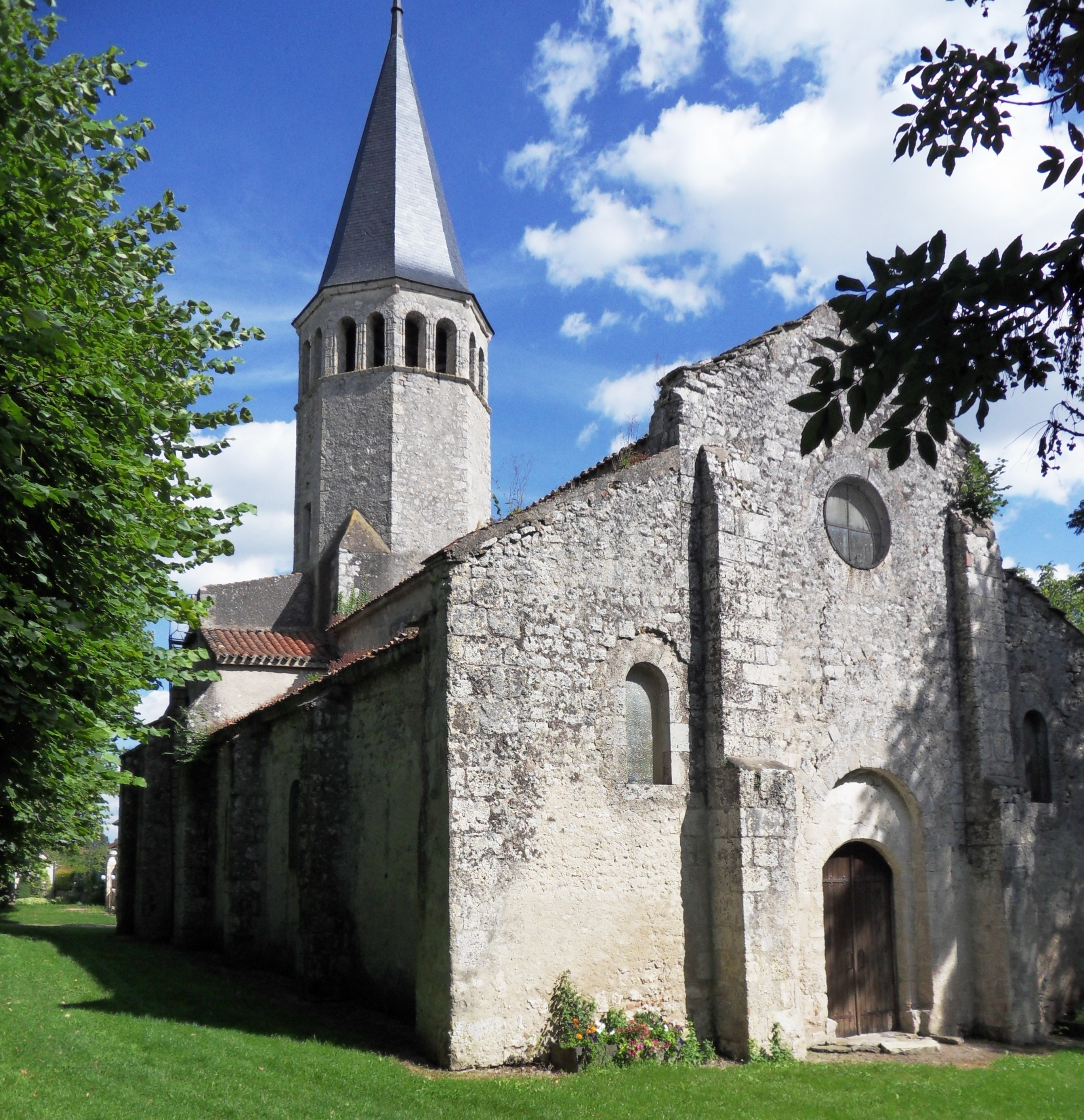
Kirche Saint-Sulpice

| Jahr                       | 1962 | 1968 | 1975 | 1982 | 1990 | 1999 | 2006 | 2011 | 2019 |
| Einwohner                  | 300  | 259  | 227  | 187  | 194  | 218  | 233  | 251  | 271  |
| Quellen: Cassini und INSEE |      |      |      |      |      |      |      |      |      |

## Sehenswürdigkeiten
- Kirche Saint-Sulpice aus dem 11. Jahrhundert
- Herrenhaus La Font aus dem 15. Jahrhundert

Siehe auch: Liste der Monuments historiques in Langy